# Lưu Hữu Phước
Lưu Hữu Phước (12 tháng 9 năm 1921 – 8 tháng 6 năm 1989) là một nhạc sĩ người Việt Nam. Ông là tác giả của những bài hát có tầm ảnh hưởng thời Chiến tranh Việt Nam.
Ông là giáo sư, viện sĩ, nhà lý luận âm nhạc; nguyên Bộ trưởng Bộ Thông tin Văn hóa của Chính phủ Cách mạng Lâm thời Cộng hòa miền Nam Việt Nam; nguyên Đại biểu Quốc hội, Chủ nhiệm Ủy ban Văn hóa và Giáo dục của Quốc hội nước Cộng hòa xã hội chủ nghĩa Việt Nam.

## Thời trẻ và bước đầu của sự nghiệp
Lưu Hữu Phước sinh ngày 12 tháng 9 năm 1921 tại quận Ô Môn, tỉnh Cần Thơ (nay thuộc thành phố Cần Thơ). Thuở nhỏ ông được cha cho học đàn kìm, về sau có chơi cả mandolin, guitar và tự học lý thuyết âm nhạc.
Khoảng cuối thập niên 1930, Lưu Hữu Phước lên Sài Gòn học tại trường Petrus Ký. Trong thời gian này, ông kết thân với Huỳnh Văn Tiểng, Mai Văn Bộ, làm thành bộ 3 Huỳnh - Mai - Lưu, thành lập Câu lạc bộ Học sinh (Scholar Club) ở trường trung học Petrus Ký... là đầu mối hội tụ những học sinh, sinh viên yêu nước. Cũng trong thời gian này, ông sáng tác bài hát "La Marche des Étudiants" vào cuối năm 1939, và cùng Mai Văn Bộ đặt lời tiếng Pháp để làm bài hát chính thức của Câu lạc bộ.
Sau khi đỗ tú tài, Lưu Hữu Phước ra Hà Nội học trường Y - Dược, thuộc Viện Đại học Đông Dương (1940-1944). Thời này, do ảnh hưởng của phong trào Mặt trận Bình dân ở Pháp nên phong trào đấu tranh chính trị của sinh viên Đông Dương rất mạnh mẽ. Lưu Hữu Phước nhanh chóng trở thành một trong những thủ lĩnh của phong trào, và có dịp tiếp xúc với một số thành viên của Việt Minh. Trong những đợt tổ chức các hoạt động về nguồn của sinh viên, Lưu Hữu Phước đã sáng tác được nhiều ca khúc nổi tiếng, như: "Non sông gấm vóc", "Bạch Đằng Giang", "Ải Chi Lăng", "Hát giang trường hận" (sau đổi tên là Hồn tử sĩ), "Hờn sông Gianh", "Người xưa đâu tá" và "Hội nghị Diên Hồng" nhằm hun đúc tinh thần dân tộc cho thanh niên.
Nhân cuộc hành hương về Đền Hùng nhân ngày Giỗ Tổ Hùng Vương năm 1942, nhằm thức tỉnh sinh viên từ bỏ mộng học giỏi đỗ cao để làm quan cho thực dân Pháp, đồng lòng quyết tâm trau dồi ý thức cứu dân, cứu nước, sẵn sàng tiến lên "đáp lời sông núi" khi Tổ quốc cần, Lưu Hữu Phước đã sửa phần lời Việt của bài "La Marche des Étudiants" thành bài "Thanh niên hành khúc", biểu diễn dưới chân núi Nghĩa Lĩnh do một dàn hợp xướng mấy chục người trình diễn.
Ngày 21 tháng 3 năm 1943, vở ca kịch Tục lụy của ông được trình diễn tại Nhà hát Lớn Hà Nội. Cái tên Lưu Hữu Phước trở nên nổi tiếng trong giới thanh niên Việt Nam thời bấy giờ.
Lưu Hữu Phước còn có những bút danh khác: Huỳnh Minh Siêng, Long Hưng, Anh Lưu, Hồng Chí.
Năm 1944, Lưu Hữu Phước được Mặt trận Việt Minh giao nhiệm vụ vào Nam tham gia vận động cách mạng cùng với lúc nổ ra phong trào của đông đảo sinh viên ba miền Nam - Trung - Bắc rủ nhau bỏ học để trực tiếp tham gia hoạt động cách mạng. Nhóm Lưu Hữu Phước, Huỳnh Văn Tiểng, Mai Văn Bộ và Đặng Ngọc Tốt trong một đêm đã tập trung soạn ba bài hát: "Xếp bút nghiên", "Mau về Nam" và "Gieo ánh sáng" để kịp thời cổ vũ cho phong trào này, còn được gọi là phong trào Xếp bút nghiên, rầm rộ kéo dài đến mãi tận ngày Cách mạng Tháng Tám năm 1945, cùng với sự ra đời của bài ca "Khúc khải hoàn" của ông.

## Tham gia công tác văn nghệ
Sau khi Pháp gây hấn ở Nam Bộ, Lưu Hữu Phước tham gia công tác tuyên truyền với chức vụ Giám đốc phòng xuất bản Nam Bộ trong một thời gian ngắn. Tháng 5 năm 1946, Lưu Hữu Phước được điều động ra Hà Nội, nhận nhiệm vụ thành lập Trung ương Nhạc viện (thành lập tháng 9 năm 1946), sau đó ông cùng tập thể Hội Văn hoá Cứu quốc tản cư đi kháng chiến chống Pháp ở Việt Bắc. Ông được giao nhiệm vụ thành lập đội Thiếu nhi tuyên truyền xung phong, sau được đổi tên là Đoàn nhạc kịch Thiếu nhi kháng chiến thuộc Trung ương Nhạc viện. Đoàn đã lần lượt trình diễn một số vở ca kịch do ông sáng tác như Con thỏ ngọc, Diệt sói lang, Phá mưu bù nhìn, Hai chàng lưng gù và Hái hoa dâng Bác (nhân kỷ niệm 60 năm ngày sinh chủ tịch Hồ Chí Minh, về sau được Thái Ly chuyển soạn thành vở vũ kịch Chúc thọ Bác Hồ vào năm 1960, vở vũ kịch đầu tiên của Việt Nam. Năm 1950, ông được giao nhiệm vụ thành lập Trường Thiếu nhi Nghệ thuật và được cử làm Giám đốc.
Trong chiến tranh Đông Dương, ông là tác giả của nhiều tác phẩm âm nhạc như "Ca ngợi Hồ Chủ tịch", "Khúc khải hoàn", "Đông Nam Á châu đại hợp xướng", "Tuổi hai mươi", "Thiếu nhi thế giới liên hoan", "Nông dân vươn mình", "Hăngri Máctanh (Henri Martin)", "Em yêu chị Rây-mông", "Cả cuộc đời về ta"...
Trong chiến tranh Việt Nam, từ năm 1954 đến 1965, Lưu Hữu Phước tập kết ra Bắc, làm Trưởng ban Nghiên cứu Nhạc-Vũ thuộc Vụ Nghệ thuật, Bộ Văn hoá, sau đó làm Vụ trưởng Vụ Âm nhạc và Múa, ngoài ra còn được bầu làm Ủy viên Ban Chấp hành Hội Liên hiệp Văn học Nghệ thuật Việt Nam, Ban Thư ký Hội Nhạc sĩ Việt Nam. Ông cũng có công tổ chức sưu tầm dân ca và đã cho ra đời công trình nghiên cứu quan họ. Ông còn góp công thành lập Trường Âm nhạc Việt Nam (nay là Học viện Âm nhạc Quốc gia Việt Nam), Trường Múa, Trường Sân khấu Điện ảnh, Nhà hát Giao hưởng Hợp xướng Nhạc Vũ Kịch Việt Nam.
Tháng 2 năm 1965, Lưu Hữu Phước được cử vào Nam, giữ chức Chủ tịch Hội Văn nghệ Giải phóng, sau đó Bộ trưởng Bộ Thông tin Văn hóa của Chính phủ Cách mạng Lâm thời Cộng hòa miền Nam Việt Nam. Trong giai đoạn này, ông đã sáng tác các bài hát như "Dưới cờ Đảng vẻ vang", "Tình Bác sáng đời ta", "Bài hát Giải phóng quân", "Giờ hành động", "Hành khúc giải phóng", "Xuống đường", "Tiến về Sài Gòn", đặc biệt là "Giải phóng miền Nam" – bài hát chính thức của Mặt trận Dân tộc Giải phóng miền Nam Việt Nam.
Sau năm 1975, ông trở về làm Viện trưởng Viện Nghiên cứu Âm nhạc (1978-1989), được phong học hàm Giáo sư và Viện sĩ thông tấn của Viện Hàn lâm Nghệ thuật CHDC Đức, được bầu làm Chủ tịch Hội đồng Âm nhạc Quốc gia, Thành viên Hội đồng Âm nhạc Quốc tế, ngoài ra còn là Chủ nhiệm Ủy ban Văn hóa và Giáo dục của Quốc hội, Ủy viên Ủy ban Trung ương Mặt trận Tổ quốc Việt Nam, Phó Chủ tịch Đoàn Chủ tịch Ủy ban Trung ương Hội Liên hiệp Văn học Nghệ thuật Việt Nam..
Ông mất ngày 8 tháng 6 năm 1989 tại Thành phố Hồ Chí Minh.

## Sự nghiệp âm nhạc
Lưu Hữu Phước được xem là một trong những nhạc sĩ đầu đàn, một tài năng lớn của nền âm nhạc Việt Nam hiện đại, đại diện cho phái âm nhạc Nam Bộ trong thời điểm khởi đầu của nền tân nhạc. Ông là một tên tuổi lớn trong nền âm nhạc cách mạng Việt Nam, một danh nhân văn hóa Việt Nam; là một trong những người đầu tiên sử dụng rất thành công thể loại hành khúc – một thể loại từ âm nhạc phương Tây. Ông đã trở thành tác giả của những chính ca xuất sắc, có tầm tư tưởng lớn, giá trị nghệ thuật rất cao và có giá trị lịch sử. Ông là tác giả Quốc ca của cả hai chính thể đối lập nhau là Việt Nam Cộng hòa và Cộng hòa Miền Nam Việt Nam. Những bài chính ca tiêu biểu của ông gồm:
- "Thanh niên hành khúc": Bài hát chính thức của tổ chức Thanh niên Tiền phong. Sau này chính quyền Việt Nam Cộng hòa chỉnh lại ca từ và chọn bài này làm Quốc ca với tên Tiếng gọi công dân. Mặc dù bị Lưu Hữu Phước cực lực phản đối do sử dụng trái phép bài hát này, bài hát Tiếng gọi công dân vẫn được sử dụng rộng rãi tại Miền Nam Việt Nam cho tới ngày 30-04-1975. Đến nay bài hát này được phổ biến với lời gốc.[11]
- "Lên đàng": Bài hát chính thức của Hội Liên hiệp Thanh niên Việt Nam.
- "Hồn tử sĩ": Bài hát được dùng trong các lễ tang theo nghi thức nhà nước của Việt Nam Dân chủ Cộng hòa và Cộng hòa Xã hội Chủ nghĩa Việt Nam. Bài hát này trước 1975 cũng được Việt Nam Cộng hòa sử dụng trong các nghi thức lễ tang quân đội.
- "Giải phóng miền Nam": Bài hát chính thức của Mặt trận Dân tộc Giải phóng miền Nam Việt Nam và Quốc ca Cộng hòa miền Nam Việt Nam.

Ngoài thể chính ca, Lưu Hữu Phước viết ca khúc trữ tình cũng rất thành công. Có lẽ do những yêu cầu của xã hội, của thời cuộc lúc đó mà ông đã phát huy sở trường nhiều ở thể chính ca, ít sáng tác bài ca trữ tình. Lưu Hữu Phước còn sáng tác cho thiếu nhi rất nhiều bài hát có giá trị lớn, nổi tiếng một thời, đến nay vẫn là chuẩn mực cho thể loại ca khúc thiếu nhi: "Thiếu nhi thế giới liên hoan", "Reo vang bình minh",...

## Danh hiệu, tôn vinh
Với những đóng góp của Lưu Hữu Phước vào nền âm nhạc Việt Nam, ông đã được Nhà nước Việt Nam tặng thưởng nhiều huân chương, huy chương, trong đó có Huân chương Độc lập hạng nhất (1987), giải thưởng Hồ Chí Minh về văn học nghệ thuật đợt 1 (1996)
- Sau năm 1975, được phong học hàm Giáo sư và Viện sĩ thông tấn của Viện Hàn lâm Nghệ thuật CHDC Đức.
- Một công viên tại Quận Ninh Kiều, Thành phố Cần Thơ mang tên Lưu Hữu Phước. Công viên Lưu Hữu Phước có diện tích là 20.055 m². Nhìn từ bên ngoài công viên trông giống một ốc đảo xanh giữa lòng Thành phố Cần Thơ. Nhìn từ trên cao, công viên có hình cây đàn gui-ta như tri ân những cống hiến của ông đối với nền âm nhạc nước nhà.[12]
- Một trường Trung học Phổ thông tại Quận Ô Môn, thành phố Cần Thơ mang tên Trường Trung học Phổ thông Lưu Hữu Phước.[13] Tên ông còn được đặt cho một số trường tiểu học trên cả nước.
- Tên của ông được đặt tên cho một con phố ở Hà Nội nằm trong khu đô thị Mỹ Đình II. Phố Lưu Hữu Phước dài 490m, rộng 17,5m, từ đường Lê Đức Thọ đến đường Nguyễn Cơ Thạch, thuộc phường Mỹ Đình 2, quận Nam Từ Liêm, Hà Nội[14].
- Kể từ ngày 07/10/2016, đường Lưu Hữu Phước được kéo dài sang phía bên kia đường Nguyễn Cơ Thạch, qua các trường Lê Quý Đôn, Việt Úc và khu chung cư An Lạc.

## Các tác phẩm

### Các ca khúc
- Ải Chi Lăng
- Bạch Đằng Giang (1955)
- Bài hát giải phóng quân
- Bạn đường đi hội đền Hùng
- Ca ngợi Hồ chủ tịch (Lãnh tụ ca) (1947)
- Cả cuộc đời về ta (1958)
- Dưới cờ Đảng vẻ vang (1960)
- Đông Nam Á châu đại hợp xướng (1948)
- Em yêu chị Raymonde (1948)
- Giải phóng miền Nam (1961)
- Gieo ánh sáng
- Giờ hành động
- Hành khúc Giải phóng
- Hành khúc học sinh trường Châu Văn Liêm
- Hát Giang Trường Hận (1942 - 1943)
- Henri Martin
- Hội nghị Diên Hồng
- Hờn sông Gianh (1944)
- Hồn tử sĩ (1946)
- Hương Giang dạ khúc
- Khúc khải hoàn (1945)
- Kinh cầu nguyện
- Lên đàng (1944)
- Lục quân Trần Quốc Tuấn
- Lời ru chim Lạc
- Múa vui
- Non sông gấm vóc
- Nông dân vươn mình
- Reo vang bình minh (1947)
- Thanh niên 3 sẵn sàng[15] (1965)
- Thiếu nhi thế giới liên hoan (1950)
- Tấm ảnh Bác Hồ
- Tiến về Sài Gòn (1966)
- Tiếng gọi thanh niên (Thanh niên hành khúc, Tiếng gọi Công dân) (1939)
- Tình Bác sáng đời ta (1969)
- Thiếu nữ Việt Nam
- Thượng lộ tiểu khúc
- Tuổi hai mươi (1950)
- Việt nữ gọi đàn
- Vui xuân
- Xuống đường

### Các thể loại khác
Ca cảnh
- Tụy lụy (phổ theo vở kịch của Khái Hưng) (1943)
- Con Thỏ Ngọc
- Diệt sói lang
- Hội nghị Diên hồng

Ca kịch
- Bông sen
- Phá mưu bù nhìn

Kịch múa
- Hái hoa dâng Bác